# Silberpermanganat
Silberpermanganat ist eine anorganische chemische Verbindung des Silbers aus der Gruppe der Permanganate.

## Gewinnung und Darstellung
Silberpermanganat kann durch Reaktion einer Silbernitratlösung mit Kaliumpermanganat bei 80 °C gewonnen werden.
{\displaystyle \mathrm {KMnO_{4}+AgNO_{3}\longrightarrow AgMnO_{4}\downarrow +\ KNO_{3}} }

## Eigenschaften
Silberpermanganat ist ein lichtempfindlicher violetter bis schwarzer Feststoff mit metallisch glänzenden, nadelförmigen Kristallen, der in Wasser schwer löslich ist. Zersetzung beginnt beim Erwärmen auf über 160 °C oder bei längerer Aufbewahrung. Er besitzt eine monokline Kristallstruktur mit der Raumgruppe P21/n (Raumgruppen-Nr. 14, Stellung 2) und den Gitterparametern a = 567 pm, b = 827 pm, c = 713 pm, β = 92,5°.

## Verwendung
Silberpermanganat wird in Gasmasken und als Antiseptikum verwendet.